# Liste der Bodendenkmäler in Hattingen
In der Liste der Bodendenkmäler in Hattingen sind Bodendenkmäler der nordrhein-westfälischen Stadt Hattingen aufgeführt (Stand: März 2017).

## Bodendenkmäler
| Bild                                  | Bezeichnung                           | Lage                                     | Beschreibung | Bauzeit      | Eingetragen seit  | Denkmal- nummer |
| ------------------------------------- | ------------------------------------- | ---------------------------------------- | --- | ------------ | ----------------- | --------------- |
| Lichtloch des Herzkämper Erbstollens  | Lichtloch des Herzkämper Erbstollens  | Oberelfringhausen Zur Fahrentrappe Karte | Das Lichtloch liegt auf einer Weide am Hof Fahrentrappe. Vor Ort ist eine Informationstafel aufgestellt; der Punkt ist Teil des Herzkämper-Mulde-Wegs.                                                           | ab 1773/1774 | 18. November 1985 | B-001           |
| weitere Bilder                        | Freifläche Burg Blankenstein          | Blankenstein Burgstraße 16 Karte         | Burggelände mit ober- und unterirdischen Grundmauerresten; in der touristisch erschlossenen Ruine befindet sich ein Restaurant, der Torturm dient als Aussichtspunkt; diverse Informationsmöglichkeiten vor Ort. | ab 13. Jh.   | 5. Februar 1988   | B-002           |
| weitere Bilder                        | Stephansburger Erbstollen             | Baak Leinpfad Karte                      | Das Stollenmundloch liegt am Fuß- und Radweg „Leinpfad“ (RuhrtalRadweg) am Ruhrufer. Vor Ort ist eine Informationstafel aufgestellt.                                                                             | ab 1790      | 17. April 1990    | B-003           |
| weitere Bilder                        | Freifläche Isenburg                   | Niederbonsfeld auf dem Isenberg Karte    | Burggelände mit ober- und unterirdischen Grundmauerresten; tagsüber frei zugänglicher Bereich mit Aussichtspunkt, Burgmuseum im Haus Custodis, Informationstafeln.                                               | ab 12. Jh.   | 12. Februar 1988  | B-004           |
| Überreste des ehemaligen Hauses Cliff | Überreste des ehemaligen Hauses Cliff | Hattingen-Mitte Cliff Karte              | Mauerreste am Fußweg zwischen Leinpfad/Ruhrdeich und Schleusenstraße im Bereich der Birschel-Mühle (Restaurant, kurzer Hinweis zum ehem. Haus Kliff auf einer Informationstafel der Route der Industriekultur).  |              | 31. März 2003     | B-005           |